# Matthew Halischuk
Matthew Halischuk, dit Matt Halischuk (né le 1er juin 1988 à Toronto, dans la province de l'Ontario au Canada) est un joueur professionnel canadien de hockey sur glace.

## Carrière de joueur
Il participe avec l'équipe LHO au Défi ADT Canada-Russie en 2007. Lors du repêchage d'entrée dans la LNH 2007, il est repêché par les Devils du New Jersey à la 117e position. Après une carrière junior couronnée de succès, il devint professionnel en 2008-2009. Le 29 octobre 2008, il joue son premier match dans la LNH et marque son premier point, une assistance. Il marqua son premier but le 14 novembre 2009 face à José Théodore des Capitals. Il joua avec les Devils de Lowell, la plupart du temps pendant ces deux saisons.
Le 19 juin 2010, il est échangé aux Predators de Nashville en plus d'un choix de seconde ronde au repêchage de 2011 contre Jason Arnott. Il signe un contrat de deux ans avec les Predators, le 7 juillet 2011. Durant la saison 2011-2012, il connut sa meilleure production offensive avec 28 points dont 15 buts. 
Il accepta un contrat d'un an avec les Jets de Winnipeg, le 11 juillet 2013. Il joua trois saisons dans l'organisation des Jets.
Le 29 octobre 2016, il signe un contrat avec les Iserlohn Roosters de la Deutsche Eishockey Liga (DEL), la ligue d'élite d'Allemagne.

## Statistiques
Pour les significations des abréviations, voir Statistiques du hockey sur glace.

### En club
| Saison     | Équipe                          | Ligue          |     | Saison régulière | Saison régulière | Saison régulière | Saison régulière | Saison régulière |    | Séries éliminatoires | Séries éliminatoires | Séries éliminatoires | Séries éliminatoires | Séries éliminatoires |
| Saison     | Équipe                          | Ligue          | PJ  | B                | A                | Pts              | Pun              | PJ               | B  | A                    | Pts                  | Pun                  |                      |                      |
| 2004-2005  | Buzzers de St. Michael's        | OPJHL          | 17  | 5                | 11               | 16               | 8                | -                | -  | -                    | -                    | -                    |                      |                      |
| 2004-2005  | St. Michael's Majors de Toronto | LHO            | 30  | 3                | 3                | 6                | 4                | -                | -  | -                    | -                    | -                    |                      |                      |
| 2005-2006  | St. Michael's Majors de Toronto | LHO            | 61  | 13               | 18               | 31               | 16               | 4                | 1  | 1                    | 2                    | 0                    |                      |                      |
| 2006-2007  | Rangers de Kitchener            | LHO            | 67  | 33               | 33               | 66               | 20               | 9                | 4  | 1                    | 5                    | 10                   |                      |                      |
| 2007-2008  | Rangers de Kitchener            | LHO            | 40  | 13               | 46               | 59               | 16               | 20               | 16 | 16                   | 32                   | 0                    |                      |                      |
| 2008       | Rangers de Kitchener            | Coupe Memorial | -   | -                | -                | -                | -                | 5                | 5  | 4                    | 9                    | 0                    |                      |                      |
| 2008-2009  | Devils de Lowell                | LAH            | 47  | 14               | 15               | 29               | 10               | -                | -  | -                    | -                    | -                    |                      |                      |
| 2008-2009  | Devils du New Jersey            | LNH            | 1   | 0                | 1                | 1                | 0                | -                | -  | -                    | -                    | -                    |                      |                      |
| 2009-2010  | Devils de Lowell                | LAH            | 32  | 11               | 11               | 22               | 2                | 1                | 0  | 0                    | 0                    | 0                    |                      |                      |
| 2009-2010  | Devils du New Jersey            | LNH            | 20  | 1                | 1                | 2                | 2                | -                | -  | -                    | -                    | -                    |                      |                      |
| 2010-2011  | Admirals de Milwaukee           | LAH            | 37  | 11               | 12               | 23               | 12               | 1                | 1  | 1                    | 2                    | 0                    |                      |                      |
| 2010-2011  | Predators de Nashville          | LNH            | 27  | 4                | 8                | 12               | 2                | 12               | 2  | 0                    | 2                    | 0                    |                      |                      |
| 2011-2012  | Predators de Nashville          | LNH            | 73  | 15               | 13               | 28               | 27               | 5                | 0  | 1                    | 1                    | 4                    |                      |                      |
| 2012-2013  | Admirals de Milwaukee           | LAH            | 2   | 2                | 1                | 3                | 0                | -                | -  | -                    | -                    | -                    |                      |                      |
| 2012-2013  | Predators de Nashville          | LNH            | 36  | 5                | 6                | 11               | 10               | -                | -  | -                    | -                    | -                    |                      |                      |
| 2013-2014  | Jets de Winnipeg                | LNH            | 46  | 5                | 5                | 10               | 6                | -                | -  | -                    | -                    | -                    |                      |                      |
| 2014-2015  | Jets de Winnipeg                | LNH            | 47  | 3                | 5                | 8                | 6                | 1                | 0  | 0                    | 0                    | 0                    |                      |                      |
| 2015-2016  | Moose du Manitoba               | LAH            | 39  | 6                | 12               | 18               | 6                | -                | -  | -                    | -                    | -                    |                      |                      |
| 2015-2016  | Jets de Winnipeg                | LNH            | 30  | 0                | 3                | 3                | 4                | -                | -  | -                    | -                    | -                    |                      |                      |
| 2016-2017  | Iserlohn Roosters               | DEL            | 23  | 4                | 6                | 10               | 6                | -                | -  | -                    | -                    | -                    |                      |                      |
| Totaux LNH | Totaux LNH                      | Totaux LNH     | 280 | 33               | 42               | 75               | 57               | 18               | 2  | 1                    | 3                    | 4                    |                      |                      |

### En équipe nationale
| Année | Équipe | Compétition                 |   | PJ | B | A | Pts | Pun | +/-           |  | Résultat |
| 2007  | Canada | Championnat du monde junior | 7 | 2  | 3 | 5 | 2   | +3  | Médaille d'or |  |          |

## Trophées et honneurs personnels
- Ligue de hockey de l'Ontario
  - 2008 : nommé dans la 1re équipe d'étoiles[7]
- Coupe Memorial
  - 2008 : gagnant du Trophée George Parsons